# Giovanni Carlo Bandi
Giovanni Carlo Bandi (Cesena, 17 luglio 1709 – Imola, 23 marzo 1784) è stato un cardinale e vescovo cattolico italiano.
Fu zio di papa Pio VI.

## Biografia
Nacque a Cesena il 17 luglio 1709. Ottenne successivamente il dottorato in utroque iure all'Università di Fermo nel 1734. Ordinato sacerdote il 18 settembre 1734, divenne uditore del cardinale Tommaso Ruffo e vicario generale della diocesi suburbicaria di Ostia.
Eletto vescovo titolare di Botri e nominato suffraganeo di Ostia e Velletri il 18 dicembre 1744, venne consacrato vescovo il 28 dicembre di quello stesso anno a Roma dal cardinale Carlo Alberto Guidobono Cavalchini. Trasferito alla sede di Imola dal 20 marzo 1752, in quello stesso anno divenne assistente al trono pontificio.
Papa Pio VI, del quale era zio (fratello della madre, Anna Teresa Bandi), lo elevò al rango di cardinale nel concistoro dell'11 settembre 1775, ricevendo il titolo di Santa Maria del Popolo il 18 dicembre 1775.
Morì il 23 marzo 1784 all'età di 74 anni.

## Genealogia episcopale
La genealogia episcopale è:
- Cardinale Scipione Rebiba
- Cardinale Giulio Antonio Santori
- Cardinale Girolamo Bernerio, O.P.
- Arcivescovo Galeazzo Sanvitale
- Cardinale Ludovico Ludovisi
- Cardinale Luigi Caetani
- Cardinale Ulderico Carpegna
- Cardinale Paluzzo Paluzzi Altieri degli Albertoni
- Papa Benedetto XIII
- Cardinale Carlo Alberto Guidobono Cavalchini
- Cardinale Giovanni Carlo Bandi